# Bulbophyllum hians
Bulbophyllum hians är en orkidéart som beskrevs av Rudolf Schlechter. Bulbophyllum hians ingår i släktet Bulbophyllum och familjen orkidéer.

## Underarter
Arten delas in i följande underarter:
- B. h. alticola
- B. h. hians